# Manuela Dalla Valle
Manuela Dalla Valle, née le 20 janvier 1963 à Côme, est une nageuse italienne.

## Palmarès

### Championnats d'Europe
- Championnats d'Europe 1987 à Schiltigheim (France) :
  -  Médaille d'argent du 100 mètres brasse ;
  -  Médaille d'argent du relais 4 × 100 mètres 4 nages.
- Championnats d'Europe 1989 à Bonn (Allemagne de l'Ouest) :
  -  Médaille d'argent du relais 4 × 100 mètres 4 nages ;
  -  Médaille de bronze du 100 mètres brasse.

### Championnats d'Europe en petit bassin
- Championnats d'Europe en petit bassin 1991 à Lisbonne
  -  Médaille d'argent du 4 × 50 mètres nage libre
  -  Médaille d'argent du 4 × 50 mètres quatre nages

### Jeux méditerranéens
- Jeux méditerranéens de 1997 à Bari
  -  Médaille d'or du 100 mètres brasse
  -  Médaille d'or du 4 × 100 mètres quatre nages
- Jeux méditerranéens de 1991 à Athènes
  -  Médaille d'or du 100 mètres brasse
  -  Médaille d'or du 200 mètres brasse
  -  Médaille de bronze du 4 × 100 mètres nage libre
- Jeux méditerranéens de 1987 à Lattaquié
  -  Médaille d'or du 100 mètres brasse
  -  Médaille d'or du 200 mètres brasse
  -  Médaille d'or du 4 × 100 mètres nage libre
  -  Médaille d'or du 4 × 100 mètres quatre nages
- Jeux méditerranéens de 1983 à Casablanca
  -  Médaille de bronze du 100 mètres brasse
  -  Médaille de bronze du 200 mètres quatre nages
- Jeux méditerranéens de 1979 à Split
  -  Médaille d'or du 4 × 100 mètres nage libre
  -  Médaille d'or du 4 × 100 mètres quatre nages
  -  Médaille d'argent du 100 mètres nage libre

### Universiade
- Universiade d'été de 1987 à Zagreb
  -  Médaille d'or du 100 mètres brasse
  -  Médaille d'argent du 200 mètres brasse
  -  Médaille d'argent du 4 × 100 mètres quatre nages
- Universiade d'été de 1985 à Kobe
  -  Médaille de bronze du 100 mètres brasse
- Universiade d'été de 1983 à Edmonton
  -  Médaille de bronze du 100 mètres brasse